# Abri Donner
L'abri Donner est un abri situé sur la commune de à Quinson, sur la rive droite du Verdon, département des Alpes-de-Haute-Provence.

## Description
Il s'agit d'un abri aux parois décorées de gravures rupestres du Néolithique final, peintures schématiques ou anthropomorphiques de couleurs noire, ocre ou rouge (Le Soleil de l'Abri Donner, dieu solaire des commencements...).

## Localisation
L'abri s'ouvre dans les basses gorges du Verdon dans la falaises orientales de l'éperon Saint Michel.

## Intérêt archéologique
Des peintures schématiques de la fin du néolithique sont découvertes en 1985. Un relevé est effectué par R. Brandi et A. d’Anna, les gravures et peintures se rapportent probablement à deux périodes : la fin du Néolithique, d’une part, et le Chalcolithique ou la Protohistoire (premier âge du Fer), d’autre part.

## Protection
L’abri sous roche, avec ses parois décorées et ses gravures rupestres, a été inscrit sur l'inventaire supplémentaire des monuments historiques le 7 avril 1992.

## Muséographie
Une reproduction partielle du Musée de Préhistoire des gorges du Verdon à Quinson indique que les dessins ont été exécutés dans un chenal de voûte karstique (coupoles, etc.).